# Ocotea rhytidotricha
Ocotea rhytidotricha là loài thực vật có hoa trong họ Nguyệt quế. Loài này được Rohwer miêu tả khoa học đầu tiên năm 1991.